# Gabinet Willmar
El Gabinet Willmar va formar el govern de Luxemburg des del 2 de desembre de 1848 al 23 de setembre de 1853.

## Composició
- Jean-Jacques Willmar: President del Consell de Govern, Administrador general d'Afers Estrangers, Justícia i Cultura, provisionalment també per l'Educació Pública
- Mathias Ulrich: Administrador general de l'Interior, amb caràcter provisional per a Obres Públiques i Municipis
- Norbert Metz: Administrador general d'Hisenda, amb caràcter provisional per a les Forces Armades
- Jean Ulveling: Administrador general d'Assumptes Comunals

## Política
La personalitat de Norbert Metz, pro-belga i hostil a la Confederació Alemanya, va marcar la política exterior del govern de Willmar. Després de la mort de Guillem II, el 17 de març de 1849, les relacions entre el govern i la corona es van deteriorar. El caràcter autoritari, de Guillem III vol tornar al règim autocràtic d'abans de 1848 i és aviat per fer front a la coalició de govern encapçalada per Willmar. El 1850, va nomenar el seu germà, el príncep Enric intendent del rei per al Gran Ducat. De bon grat o no, el príncep Enric està obligat, a aplicar la política reaccionària de Guillem III.
El govern Willmar va prendre iniciatives clau en assumptes monetaris, el 20 de desembre de 1848 imposa el franc com a unitat monetària a l'administració pública, el pressupost està denominat en francs i no en florins. El 1851 el govern va posar en marxa a la Cambra de Diputats la conveniència d'emetre una moneda nacional. El 9 de gener de 1852 es promulga una llei per a la fabricació de moneda en coure per al Gran Ducat. Els primers signes monetaris luxemburguesos comencen a circular el 1854.